# Opel Mokka
Opel Mokka este un SUV crossover subcompact care este comercializat de producătorul german Opel din 2012.